# لويس الأول

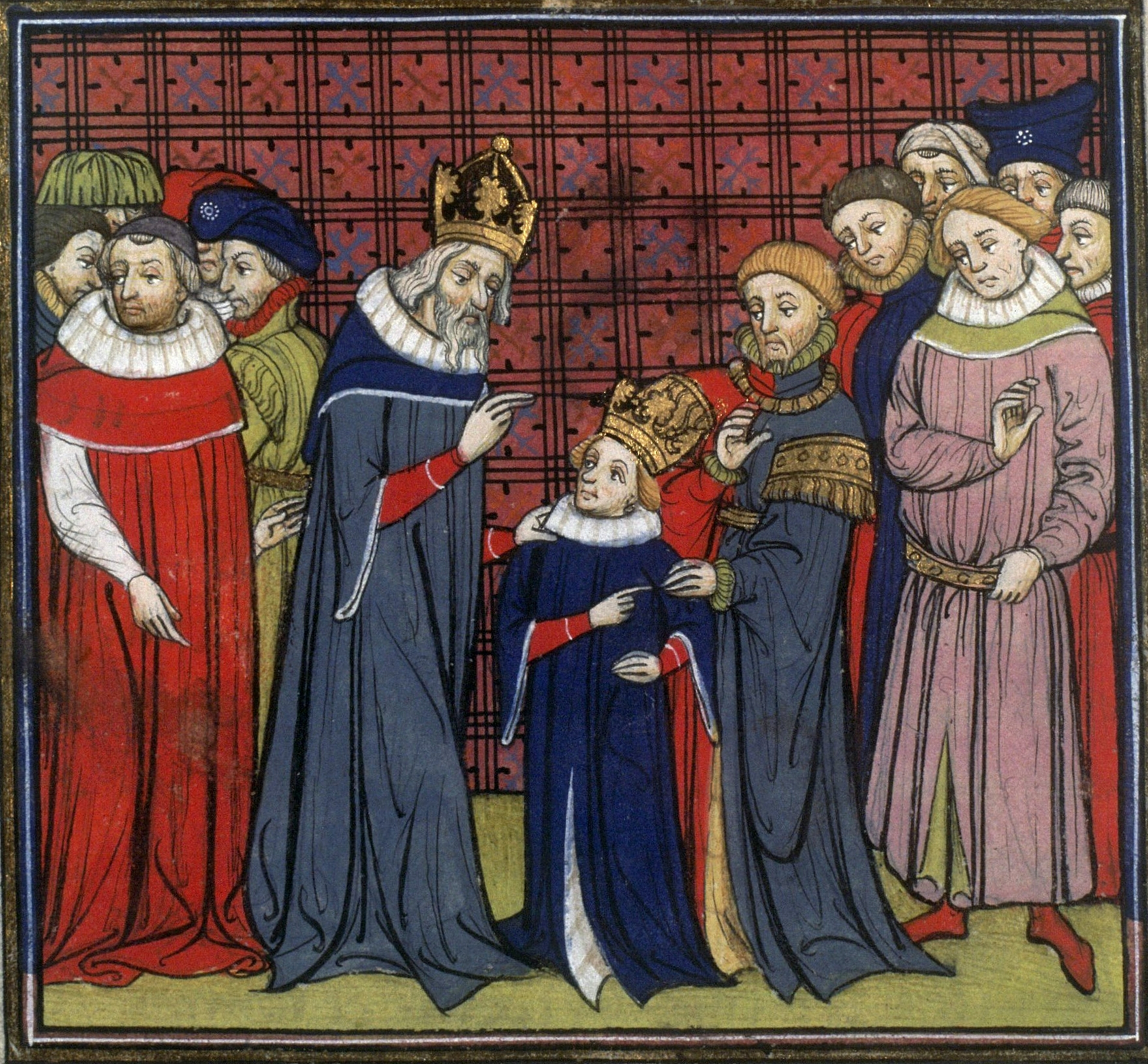
شارلمان يتوج لويس الأول

لويس الأول ويسمى أيضا لويس الورع (كاسويل - جيروندا، 778 - إينغلهايم أم راين، 20 حزيران 840)، ملك الفرنجة ورأس الإمبراطورية الكارولينجية بين عامي 814 - 840.
ملك أكيتانيا من عام 781، إمبراطور (باسم لويس الأول) وملك الفرنجة بالاشتراك مع والده شارلمان من سنة 813. صار الحاكم الوحيد للفرنجة إثر وفاة والده عام 814 لكونه الابن البالغ الوحيد الباقي على قيد الحياة، وهو المنصب الذي ظل يشغله حتى وفاته باستثناء أزاحته بين عامي 833-834.
كُلف لويس خلال حكمه في أكيتانيا بالدفاع عن حدود الإمبراطورية الشمالية. انتزع برشلونة من المسلمين سنة 801 وأعاد بسط سلطان الفرنجة على بنبلونة والباسك جنوبي البرانس. أشرك أبناءه البالغين لوثر وبيبين ولودفيش في الحكم، وسعى لإقامة تقسيم ملائم لمملكته بينهم. اتسم العقد الأول من حكمه بالعديد من المآسي والارتباكات، ولا سيما المعاملة الوحشية لابن شقيقه برنارد ملك إيطاليا، الأمر الذي حاول لويس التكفير عنه بالحط من قدره أمام الملء. مزقت امبراطوريته الحرب الأهلية بين ابنائه في ثلاثينات القرن التاسع، الذي تفاقم بمحاولة لويس شمل شارل ابنه من زوجته الثانية بخطط الخلافة. رغم ذلك انتهى حكمه بنجاح كبير، باستعادة النظام إلى حد كبير في إمبراطوريته، تلاها ثلاث سنوات من الحرب الاهلية. عموماً لا يمكن مقارنة لويس بوالده، حيث أنه واجه مشاكل من نوع مختلف تماماً.

## المولد وحكم أكيتانيا
وُلد لويس بكاسويل الواقعة حالياً في جيروندا بفرنسا، وهو الابن الشرعي الرابع لشارلمان. يروى أنه كان متديناً منذ الطفولة، توج طفلاً ملكاً على أكيتانيا سنة 781، وأُرسل إليها مع وصي وبلاط، أقام شارلمان هذه المملكة الفرعية لتأمين حدود مملكته بعد الهزيمة الكبيرة على يد الباسك في رونسيسفاليس سنة 778.
أُرسل سنة 793 إلى إيطاليا لدعم شقيقه بيبين في صراعه ضد دوق بينيفنتو. عاد إلى أكيتانيا وتزوج من إرمنغارد ابنة كونت انغرام، وأثمر الزواج ستة أبناء، لوثر (795)، بيبين (797)، أديليد (799)، روترود (800)، هايدغارد (802) ولويس (806),
هاجم إسبانيا سنة 799 مدمراً ليريديا: "بعد ذلك وبعد نهب وإحراق بقية المدن، تقدم لويس إلى وشقة.أراضي المدينة الغنية بالبساتين دمرها الجنود وأحرقوها. "، ورافق والده سنة 800 في إحدى حملاته العديدة ضد السكسون. توالت الهجمات العسكرية على إسبانيا الإسلامية في السنوات التالية: سنة 804 جاء دور برشلونة لتعاني الحصار والجوع حتى استيلاءه عليها. سنة 806 دُمرت طرطوشة ومقاطعة فالنسيا في توغل، تكررت الحملة في العام التالي بنجاح كبير وغنائم كبيرة.
كان لويس واحداً من ثلاثة أبناء شرعيين لشارلمان مايزالون على قيد الحياة عند الرضع، وفقا للعرف الفرنكي، كان من المتوقع أن يشاطر لويس الميراث مع إخوته، وشارل الشاب ملك نوستريا، وبيبين ملك إيطاليا.
و لكن بوفاة إبني شارلمان الشرعيان الآخران - بيبين سنة 810 وشارل سنة 811 -، بقي لويس وحده ليتوج امبراطوراً بالاشتراك مع شارلمان عام 813. وبموت والده سنة 814، ورث مملكة الفرنجة بأكملها وكل ممتلكاتهم (باستثناء إيطاليا، التي ظلت ضمن إمبراطورية لويس، ولكن تحت الحكم المباشر لبرنارد ابن بيبين).

## الإمبراطور
بتلقيه نبأ وفاة والده. توجه فوراً من أنجو إلى آخن، وتوج نفسه وسط ترحيب من النبلاء.
سرعان ما سن "التطهير الأخلاقي"، فأرسل كل أخواته غير المتزوجات إلى أديرة الراهبات، لتجنب استخدامهن سياسياً في مشاحنات قد يسببها أصهار أقوياء. ترك إخوانه غير الشرعيين ورهـّب أبناء عم والده، فحبس أدالارد ووالا في نوارموتير وكوربي على التوالي، رغم الولاء الأولي لهذا الأخير.
كان برنار مرغريف سبتيمانيا كبير مستشاريه، رفع لويس إبو الذي ولد عبداً إلى أسقفية ريميس ولكنه خانه لاحقاً. احتفظ ببعض من وزراء والده، مثل إليزاشار رئيس دير القديس ماكسيمين قرب ترير، وهيلديبولد رئيس أساقفة كولونيا. لاحقاً استبدل إليزاشار بهيلدفين، الرئيس لعدة أديرة.
كما استخدم بينيدكتوس أنيان، القوطي السبتيماني مؤسس رهبانية، لمساعدته على إصلاح الكنيسة الفرنكية. إحدى أولى إصلاحات بينيدكتوس الأساسية كانت ضمان ضم جميع دور العبادة في مملكة لويس إلى قاعدة القديس بينيدكتوس المسماة باسم مؤسسها البنديكت الأول بينيدكتوس نورسيا (480-550).
في عام 816، البابا ستيفانوس الخامس، الذي خلف ليو الثالث، زار ريميس وتوج لويس مرة أخرى. فعزز الإمبراطور من البابوية بالاعتراف بأهمية البابا في التتويج الإمبراطوري.
سنة 817، أصدر لويس مرسوماً يعرض خطته من أجل خلافة منظمة بتقسيم الامبراطورية بين أبناءه الثلاثة من زواجه الأول من إرمنغارد: لوثر (الذي كان توج ملكاً لإيطاليا وإمبراطور مشارك) وبيبين (ملك آكيتانيا) ولودفيش الجرماني (ملك بافاريا). ثم نصت الآلية على أن الامبراطورية ليست مقسمة رسمياً، مانحاً العرش الامبراطوري فقط لابنه البكر لوثر. أزال هذا المرسوم مملكة اللومبارديين المستقلة تماماً.
بعد وفاة إرمنغارد، تزوج لويس من جوديث بافاريا، فكان له ابناً رابعاً شارل الأصلع سنة 823، وبذلك تفاقمت بوجوده آلية الميراث: والدته كانت قوية وشرسة، وحاولت بشتى الطرق اقحام ابنها في تقسيم الإمبراطورية، مواجهةً مقاومة شديدة من الأبناء الآخرين.

تقسيم الإمبراطورية بين لويس وأبنائه في 828:
أراضي الملك لويس الأول
أراضي أبنه البكر لوثر الأول
أراضي أبنه الثاني بيبين الأول
أراضي أبنه الأصغر لودفيغ الألماني
الدولة البابوية

ميزت الحرب الأهلية العقد الأخير من حكم لويس ذلك. وقرر لويس سنة 829 إزالة بعض المناطق المخصصة للويس، وإعطاءها لشارل، وإطلاق العنان لحرب أهلية رفضت الارستقراطية فقط لأن لا مصلحة لمتابعة ذلك.
عاد لويس إلى السلطة في العام التالي، وجـُرّد لوثر ليس فقط من اللقب الإمبراطوري، وإنما أيضاً من مملكة إيطاليا، والتي أعطيت إلى شارل. انتفض بيبين وتبعه في ذلك لويس الجرماني في عام 832، وانضم لوثر إلى الثورة بدعم من البابا غريغوريوس الرابع في سنة 833 وخلعه في مجمع كومبيين عبر إبون أسقف رانس. هزم الاخوة الوالد وسجنوه والده مع شارل. أُرسل جوديث إلى أحد الأديرة، في حين ضم لويس الجرماني وبيبين الأراضي الامبراطورية سابقاً. ولكن عام 834 أجبر لوثر على الفرار إلى إيطاليا وفي العام التالي تصالحت الأسرة، واستعاد لويس الورع العرش الامبراطوري.
عند موت بيبين في عام 838، أعلن لويس الورع شارل ملكاً جديداً على آكيتانيا. بيد أن النبلاء انتخبوا ابن بيبين بيبين الثاني.
حكم لويس الورع شكلياً دون سلطة حقيقية حتى وفاته سنة 840.

### الموت
مرض لويس إثر حملاته الأخيرة المظفرة وأوى إلى إقامة صيد صيفية على جزيرة في نهر الراين قرب قصره في إنغلهايم. وتوفي في 20 حزيران من سنة 840 بحضن أخيه غير الشقيق دروغو لغياب شارل وجوديث في بواتيه وفي حضور عدد كبير من الأساقفة ورجال الدين. سرعان ما تفاقم النزاع بين الأخوة الباقين على قيد الحياة إلى حرب أهلية لم تضع أوزارها إلا في عام 843 بموجب معاهدة فردان التي قسمت المملكة الفرنكية إلى ثلاثة أجزاء، لتشكل نواة لفرنسا وألمانيا، مع بورغونيا والبلدان منخفض بينهم. لم يهدأ النزاع حول مـُلك آكيتانيا بالكامل حتى عام 860.
يرقد لويس الورع مع أخيه غير الشقيق دروغو، في كاتدرائية سان بيير في متز.